# 团体追逐赛
团体追逐赛（英語：team pursuit）是場地自由車的比赛项目之一。与個人追逐賽不同的是，团体追逐赛有两支队伍，每队最多四名车手，从自行車場的两侧开始比赛。

## 比赛形式
男子和女子团体追逐赛的比赛距离均为4公里，两支参赛队伍分别由4名车手组成。在2012—2013赛季之前，女子团体追逐赛的比赛距离为3公里，车队各由3名车手组成。
与个人追逐赛一样，团体追逐赛目标是在最快的时间内完成比赛规定的距离，或在决赛中赶超其他队伍。出发时，每队选手紧紧排成一排，以此减少阻力。内道的领队骑手定期从前面离开，再重新加入队伍后面以完成换位。第三个骑手的位置至关重要，因为比赛的最终时间是在第三个队员的前轮到达终点线的瞬间测量的。由于获胜的队伍是由第三名骑手决定的，因此通常最后一名骑手会试图阻挡后面的队伍来为队友争取时间。即使这名骑手之后无法追上队伍，其队友仍然可以加速冲向终点线。

### 资格赛
重大赛事的第一轮比赛是资格赛。资格赛仍然是两支队伍同时在赛道上比赛，但他们并不直接竞争，而是比较完成时间的长短。在2012年以来的奥运会上，排名靠前的队伍进入淘汰赛，其中前两名队伍进入金牌赛，剩余队伍的前两名进行铜牌赛。而在2012年之前，淘汰赛的两个失败者将争夺铜牌。这一变化是为了鼓励所有车队在资格赛的表现，因为所有队伍都有机会根据自己的表现争夺奖牌。在世锦赛或世界杯经典赛中，资格赛前两名的球队直接进入金银牌争夺战，而资格赛第三和第四名争夺铜牌。

## 主要赛事
| 奥运会 | 男子 | 女子 |
| 世锦赛 | 男子 | 女子 |
| 世界杯 | 男子 | 女子 |